# Fight 4 Real
「Fight 4 Real」（ファイト・フォー・リアル）は、日本の音楽ユニット・ALTIMAの4作目のシングル。

## 概要
- 前作「BURST THE GRAVITY」から約1年6か月ぶりにして、アルバム『TRYANGLE』からの先行シングル。
- 表題曲はテレビアニメ『ストライク・ザ・ブラッド』の後期オープニングテーマに起用され[1]、2作連続でアニメのオープニングテーマを担当した。
- 初回限定盤と通常盤の2形態で発売され、初回限定盤には表題曲のミュージック・ビデオとメイキング映像、今作のスポットCM映像を収録したDVDが同梱された[2]。

## 収録曲
| #         | タイトル                         | 作詞            | 作曲       | 編曲              | ラップ作詞 | 時間  |
| --------- | -------------------------------- | --------------- | ---------- | ----------------- | ---------- | ----- |
| 1.        | 「Fight 4 Real」                 | 黒崎真音        | 八木沼悟志 | 八木沼悟志        | motsu      | 5:05  |
| 2.        | 「NORADRENALINE」                | motsu、黒崎真音 | motsu      | 八木沼悟志、motsu |            | 4:38  |
| 3.        | 「Fight 4 Real (instrumental)」  |                 | 八木沼悟志 | 八木沼悟志        |            | 5:05  |
| 4.        | 「NORADRENALINE (instrumental)」 |                 | motsu      | 八木沼悟志、motsu |            | 4:39  |
| 合計時間: | 合計時間:                        | 合計時間:       | 合計時間:  | 合計時間:         | 合計時間:  | 19:27 |

### 解説
1. Fight 4 Real
これまでの作品より突き詰めたバトル感と激しさをテーマに制作された。タイトルはMOTSUの案で、タイアップに起用されたアニメ『ストライク・ザ・ブラッド』のキーワードである「第四真祖」と、4作目のシングルを掛けている。またMOTSUのラップには、アニメの背景にある吸血鬼の要素が含まれている[3]。
MAONの歌詞は古城と雪菜の叶わぬ恋の切なさやもどかしさを描いているが、アニメの後期ということもあり、作品全体の風景や感情を意識し、最終的に希望が見えるような内容となっている。一方、MOTSUの歌詞はマレーシアで書かれ、内包する狂気や本能を覚醒させて現実と戦うよう鼓舞する内容となっている[3]。
ミュージック・ビデオはドバイの砂漠で撮影された[3]。
2. NORADRENALINE
タイトルの読みはノルアドレナリン。オランダでのライブイベント『anime2013 TO UDDER WORLDS』での披露曲が足りないために制作された、ハードコアテクノを前面に押し出した楽曲。MOTSU曰く「タイトル先行」で、ラップで難解な言葉を使用している反面、MAONの歌詞では直接的な言葉で表現されている[3]。
3. Fight 4 Real (instrumental)
表題曲のインストゥルメンタルバージョン。
4. NORADRENALINE (instrumental)
カップリング曲のインストゥルメンタルバージョン。

## 参加ミュージシャン
ALTIMA
- MOTSU：Rap (#1,2)
- SAT：Synthesizers & Programming (全曲)
- MAON：Vocals (#1,2)

Support Musician
- a2c：Guitar (全曲)

## タイアップ
- 独立放送局系テレビアニメ『ストライク・ザ・ブラッド』後期オープニングテーマ (#1)

## 収録アルバム
- TRYANGLE (#1)
- J-アニソン神曲祭り -パレード- [DJ 和 in No.1 胸熱 MIX] (#1)